# آدریانا چچیک
آدریانا چچیک (به انگلیسی: Adriana Chechik) با نام اصلی دزاره کریستینا چارلز (به انگلیسی: Dezarae Kristina Charles) بازیگر پورنوگرافی اهل ایالات متحده آمریکا است.

## زندگی
چچیک در پرورشگاه خانگی (foster house) بزرگ شد. تبار او بریتانیایی، روسی و صربی است. او از دبیرستان اخراج شد؛ جی‌ای‌دی خود را دریافت کرد و متعاقباً تبدیل به یک استریپر شد.
او پیش از ورود به پورن، به‌عنوان استریپر در کاباره اسکارلت واقع در هالاندیل بیچ، فلوریدا، رقص برهنه انجام می‌داد. او در سال ۲۰۱۳، پا به صنعت فیلم‌های بزرگسالان نهاد. نام هنری خود از کارگردان فیلم‌های ترسناک یعنی دیوید چچیک گرفته است. در مه ۲۰۱۳، او با اروتیک اینترتِینمِنت قراردادی یک‌ساله امضا کرد. چچیک ادعا دارد که پیش از ورود به صنعت فیلم‌های بزرگسالان، تنها با یک مرد رابطه داشته است. چچیک اولین گنگ بنگ خود را در این اولین بارم هست… داستان یه گنگ بنگ که در ۷ نوامبر ۲۰۱۳ منتشر شد، بازی کرد. در ۵ سپتامبر ۲۰۱۴، او وبسایت خود را بروی شبکه چِری پیمپز راه‌اندازی کرد.
چچیک در ۱۲ اوت سال ۲۰۱۴ در شوی تلوزیونی هاوارد استرن حضور یافت. او همچنین در نسخه سپتامبر سال ۲۰۱۴ مجله کاسموپولیتن بود.